# Margrit Schulte Beerbühl
Margrit Schulte Beerbühl (* 9. Juli 1950 in Krefeld) ist eine deutsche Historikerin.

## Leben
Sie absolvierte von 1969 bis 1974 ein Studium der Geschichte, Anglistik, Philosophie und Pädagogik an der Universität Düsseldorf und war von 1975 bis 1977 Wissenschaftliche Mitarbeiterin am Lehrstuhl von Wolfgang J. Mommsen. In den Jahren 1977/78 erhielt sie ein Promotionsstipendium der Friedrich-Ebert-Stiftung und machte von 1978 bis 1980 ein Referendariat für das Lehramt am Gymnasium. Sie wurde 1987 promoviert und erhielt 1992/93 einen Lehrauftrag an der Universität Düsseldorf. 1998/99 erhielt sie ein Habilitationsstipendium des DHI London und 2006 erfolgte die Habilitation an der Philosophischen Fakultät der Heinrich-Heine-Universität. 2009/10 arbeitete sie als Wissenschaftliche Angestellte an Institut für Geschichte der Medizin der Heinrich-Heine-Universität, an der sie 2010/11 eine Lehrstuhlvertretung am Institut für Geschichtswissenschaften wahrnahm. 2012 wurde ihr die außerplanmäßige Professur verliehen. 2015/16 nahm sie eine Lehrstuhlvertretung für britische Geschichte am Großbritannien-Zentrum der Humboldt-Universität Berlin wahr und erhielt 2016 ein Forschungsstipendium am Historischen Kolleg München.
Ihre Forschungsschwerpunkte sind Migrationsgeschichte, britische Geschichte des 17. bis 20. Jahrhunderts, Konsumgeschichte, Geschichte der Industrialisierung, Geschichte der Unterschichten und Gewerkschaften sowie die Geschichte der Familie.

## Schriften

### Bücher
- Vom Gesellenverein zur Gewerkschaft. Entwicklung, Struktur und Politik der Londoner Gesellenorganisationen 1550–1825 (= Göttinger Beiträge zur Wirtschafts- und Sozialgeschichte, Bd. 16). Göttingen 1991.
- The Forgotten Majority, German Merchants in London, Naturalization and Global Trade (1660–1815). New York 2015.

### Sammelbände
- mit Jörg Vögele (Hrsg.): Spinning the Commercial Web. International Trade, Merchants, and Commercial Cities, c. 1640–1939. Frankfurt a. M. 2004.
- mit Stefan Manz, John Davis (Hrsg.): Migration and Transfer from Germany to Britain. München 2007.
- mit Dittmar Dahlmann (Hrsg.): Perspektiven in der Fremde? Arbeitsmarkt und Migration von der Frühen Neuzeit bis zur Gegenwart. Essen 2011.
- mit Andreas Gestrich (Hrsg.): Cosmopolitan Networks in Commerce and Society 1660–1914 (= German Historical Institute London, Bulletin Supplement, No. 2). London 2011.
- mit Stefan Manz und John Davis (Hrsg.): Transnational Networks. German Migrants in the British Empire, 1670–1914. Leiden 2012.
- mit Karl-Peter Ellerbrock, Nancy Bodden (Hrsg.): Kultur, Strategien und Netzwerke. Familienunternehmen in Rheinland und Westfalen im 19. und 20. Jahrhundert. Dortmund 2014.
- Between local and global. The history of cocoa and chocolate. Themenheft: Food & History. 2015.
- mit Albrecht Cordes (Hrsg.): Dealing with economic failure. Between Norm and Practice (15th to 21st century). Frankfurt a. M. 2016.
- mit Heike Knortz (Hrsg.): Migrationsforschung – interdisziplinär & diskursiv. Internationale Forschungserträge zu Migration in Wirtschaft, Geschichte und Gesellschaft. Göttingen 2020.